# Ivo Rosa
Ivo Nelson de Caires Baptista Rosa (Santana, 17 de setembro de 1966) é um magistrado português. Em 2012, tornou-se o primeiro juiz português a ser eleito pela Assembleia Geral das Nações Unidas para o Mecanismo Internacional para os Tribunais Penais Internacionais. Foi até 2022, o juiz encarregado da instrução do caso Operação Marquês, envolvendo o antigo primeiro-ministro de Portugal, José Sócrates.

## Vida pessoal
Ivo Rosa nasceu a 17 de setembro de 1966, em Santana, na ilha da Madeira, sendo o quarto de cinco filhos de um casal de origens humildes. Quando era ainda adolescente, os pais separaram-se, tendo a mãe sozinha criado os cinco rapazes. Ivo é irmão de Gil Rosa, jornalista da RTP Madeira.
Em entrevista à RTP Madeira, contou que, quando tinha 16 ou 17 anos, ficou fascinado com a encenação de parte de um julgamento a que assistiu na Madeira. Quando acabou o ensino secundário, escolheu o curso de Direito na Universidade de Coimbra, sempre com vista à função de juiz. Estudou na Faculdade de Direito da Universidade de Coimbra entre 1985 e 1991, tendo sido descrito ao Público por Paulo Prada, antigo colega de faculdade, como o típico aluno "certinho", que raramente saía à noite e ia a praticamente todas as aulas, cujos apontamentos eram disputados pelos colegas.
Após concluir o curso regressou à Madeira, onde esteve um ano num escritório de advogados de familiares. Em 1991, começou a exercer funções como assessor jurídico da Câmara Municipal do Funchal.
Rosa nunca casou e não tem filhos.

## Carreira
Em 1991, passou a Lisboa, para se formar como juiz no Centro de Estudos Judiciários, obtendo o título aos 26 anos. O seu primeiro acto foi um julgamento sumário, por condução sob efeito de álcool.
Exerceu os primeiros anos como juiz, entre 1993 e 1995, na ilha da Madeira, julgando processos-crime, cíveis, de família e de trabalho, dividindo-se entre o Funchal e Lisboa até 2005, ano em que chega aos tribunais colectivos, onde são julgados os crimes mais graves, puníveis com penas superiores a cinco anos de prisão.
Em janeiro de 2011, encontrando-se a trabalhar nas varas criminais de Lisboa, assinou uma carta aberta dos juízes portugueses aos deputados da Assembleia da República, contra "a nova penalização da remuneração líquida dos magistrados", que podia chegar aos 19 por cento.
Em 2012, tornou-se o primeiro juiz português a ser eleito pela Assembleia Geral das Nações Unidas para o Mecanismo Internacional para os Tribunais Penais Internacionais, criado pelo Conselho de Segurança como substituto dos tribunais para a antiga Jugoslávia e para os crimes de genocídio cometidos no Ruanda em 1994, sendo reconduzido pelo secretário-geral Ban Ki-moon.
Em Setembro de 2015, ingressou no Tribunal Central de Instrução Criminal (TCIC).

### Timor e Guiné-Bissau
Em 2006, no âmbito de um programa das Nações Unidas, assumiu um lugar de juiz em Timor-Leste.
Em Maio de 2008, foi escolhido para o Tribunal de Recurso, um dos cargos mais relevantes no sistema judicial daquele território. Após acusar, num despacho, altas individualidades do Estado timorense de desrespeitarem os tribunais, ao interferirem com mandados de captura ao foragido Alfredo Reinado, e de ser relator do acórdão que declarou a inconstitucionalidade e ilegalidade de várias leis do Orçamento do Estado timorense, em 2008, foi afastado no final daquele ano pelo Conselho Superior de Magistratura de Timor, tendo este relatado em acta que "o senhor juiz tem o hábito de controlar o trabalho dos outros juízes nacionais, perguntando o que têm feito em cada dia, desautorizando-os sem isenção e independência nas suas decisões", e que "tem desenvolvido más relações com outros juízes internacionais ao levar a cabo uma campanha de denegrimento, pela qual desejava mostrar que ele era melhor que outros colegas seus", decretando "não proceder à prorrogação da 'letter of agreement' do Sr. Juiz Ivo Nelson de Caires Batista Rosa, pelo que, termina no prazo nela previsto (31/12/2008) o seu exercício de funções em Timor-Leste".
A decisão de expulsar Ivo Rosa tomada pelo Conselho Superior de Magistratura timorense foi depois contestada e declarada ilegal, mas nessa altura já Ivo Rosa havia regressado a Portugal. Em entrevista à RTP-Madeira, Ivo Rosa afirmou ter sido despedido "devido a decisões que tomei no âmbito das minhas funções, (...) que não foram do agrado do poder político". Um juiz português que chegou depois a Timor-Leste apoiou Rosa, defendendo que o trabalho que havia feito servira para afirmar a independência do poder judicial.
Em 2009, ao abrigo de um programa da União Europeia, seguiu para a Guiné-Bissau, como formador de juízes.

### Gangue do Multibanco
Ivo Rosa, presidindo então ao colectivo das Varas Criminais de Lisboa, foi o juiz encarregado do caso do Gangue do Multibanco, que entre 2008 e 2009 fez mais de cem assaltos em Portugal, com Jonny Portela como cabecilha, e Fábio Rodrigues "Quinito", outro dos alegados líderes do bando, entre os doze arguidos julgados por crimes graves, entre os quais associação criminosa, roubo agravado, furto qualificado, detenção de arma proibida e tráfico de droga. Apenas Jonny Portela foi condenado por Ivo Rosa, a uma pena de prisão de dois anos e seis meses de prisão, pelo crime de tráfico de droga, uma vez que considerou não existir prova directa da prática dos crimes de que eram acusados. O procurador José Góis, em representação do Ministério Público, recorreu da decisão para o Tribunal da Relação de Lisboa, que anulou o julgamento, considerando ser obra de um "tribunal colectivo que, pelos vistos, só parece acreditar naquilo que vê ou que é demasiadamente evidente". Em 2012 o julgamento foi repetido, condenando oito dos doze arguidos pela maioria dos crimes que lhes haviam sido imputados.
O julgamento do "Gangue do Multibanco" é considerado por alguns como o erro mais grave da carreira de Ivo Rosa.

### Operação Marquês
Em Setembro de 2018, Ivo Rosa assumiu a instrução do processo da Operação Marquês, encarregado da decisão sobre a ida ou não a julgamento do antigo primeiro-ministro português, José Sócrates. É tido como o juiz preferido pelas equipas de defesa de José Sócrates, em oposição a Carlos Alexandre.
No início de Outubro de 2019, Ivo Rosa decidiu fechar o acesso ao processo da Operação Marquês, em particular aos jornalistas, passando a exigir um pedido prévio de consulta, por escrito, dirigido ao juiz de instrução, de cada vez que queiram consultar o processo. No mesmo mês, foi derrotado no Tribunal da Relação de Lisboa, que anulou a sua ordem de destruição de emails de Paulo Lalanda de Castro, antigo presidente da Octapharma Portugal, declarando-a extemporânea e sem apoio legal, e que apenas no final do julgamento a destruição de provas pode ser avaliada.